# Aspidura brachyorrhos
Espèce
Synonymes
- Scytale brachyorrhos Boie, 1827
- Aspidura scytale Wagler, 1830

Aspidura brachyorrhos est une espèce de serpents de la famille des Natricidae. 

## Répartition
Cette espèce est endémique du Sri Lanka.

## Description
C'est un serpent ovipare.

## Publication originale
- Boie, 1827 : Bemerkungen über Merrem's Versuch eines Systems der Amphibien, 1. Lieferung: Ophidier. Isis von Oken, Jena, vol. 20, p. 508-566 (texte intégral)